# Dolya Tessera
La Dolya Tessera è una struttura geologica della superficie di Venere.